# NGC 7647
NGC 7647 ist eine elliptische Galaxie vom Hubble-Typ E im Sternbild Pegasus. Sie ist schätzungsweise 558 Millionen Lichtjahre von der Milchstraße entfernt.
Das Objekt wurde am 29. November 1785 von Wilhelm Herschel entdeckt.